# El mejor amigo del oso
El mejor amigo del oso es una novela de 1995 del autor finlandés Arto Paasilinna. Su título original en finés es Rovasti Huuskosen petomainen miespalvelija y fue traducida al español en 2009.

## Sinopsis
Un osezno queda huérfano tras la muerte de su madre cuando buscaban comida en pueblo rural finlandés. Éste es regalado por lo locales al pastor luterano Oskari Huuskonen como burla puesto que el pastor es visto como exagerado en sus sermones y excéntrico. El pastor, que se encuentra sumido en una crisis vocacional y conyugal, encuentra en el oso, irónicamente bautizado Lucifer, un escape para explorar nuevos pasatiempos que cambian su vida, desde el lanzamiento vertical de jabalina hasta la construcción de oseras. Dedicándose a entrenar al osezno en labores domésticas, danza y religión, el reverendo parte en una travesía geográfica y existencial que lo llevan del mar Blanco al Mediterráneo y de vuelta a su nativa Finlandia mientras reflexiona sobre historia, guerras y el cosmos. Tras enseñar sobre actos litúrgicos al oso, el viaje toma un carácter de precario equilibrio entre lo sagrado y lo profano. Entre miles de peripecias, el pastor y su servidor dan espectáculos y causan estragos, y sobre todo buscan la existencia de lo divino entre las preguntas suscitadas por los espacios siderales y el mundo animal.

## Contexto
Como es tradicional en Paasilinna, el libro trata los temas de la relación entre el hombre y la naturaleza a través del humor. Similar a una fábula, la relación de un hombre y su oso es usada para describir el efecto del hombre sobre la naturaleza a través de las guerras y la explotación de recursos. En la mayoría de los casos el personaje principal, el reverendo Huuskonen, al cuestionar el papel que la fe desempeña en su vida, muestra la influencia de cuestiones de fe en esta relación del hombre con la naturaleza. A través de la historia, el autor muestra que el cuestionamiento de la fe es algo muy humano y como tal su respuesta puede encontrarse en esa misma experiencia humana.
Adicionalmente, siendo escrito en 1995, el libro explora del efecto de la caída de la Unión Soviética tanto en Finlandia como en Rusia. Aunque se fija más en el estado de la infraestructura y el ánimo de las personas de la región, el autor aprovecha para explorar estereotipos sobre religiones y nacionalidades (como hace en otras de sus novelas).